# Hoplocephalus stephensii
Hoplocephalus stephensii е вид змия от семейство Аспидови (Elapidae). Видът е почти застрашен от изчезване.

## Разпространение и местообитание
Разпространен е в Австралия (Куинсланд и Нов Южен Уелс).
Обитава гористи местности, крайбрежия и плажове. Среща се на надморска височина от 0 до 790 m.

## Описание
Популацията на вида е намаляваща.